# 차세대 통신망
차세대 통신망(次世代通信網, 영어: Next generation networking, NGN)은 전기 통신 핵심 및 액세스 네트워크의 주요 아키텍처 변화를 의미한다. NGN의 일반적인 아이디어는 인터넷에서 사용되는 것과 유사하게, 모든 정보와 서비스(음성, 데이터, 비디오와 같은 모든 종류의 미디어)를 IP 패킷으로 캡슐화하여 단일 네트워크에서 전송하는 것이다. NGN은 일반적으로 인터넷 프로토콜을 기반으로 구축되므로, 때로는 모든 IP(all IP)라는 용어도 이전의 전화 중심 네트워크에서 NGN으로의 전환을 설명하는 데 사용된다.
NGN은 제공되는 서비스의 다양성과 상호작용 측면에서 인터넷의 진화에 더 초점을 맞춘 퓨처 인터넷과는 다른 개념이다.

## NGN의 도입

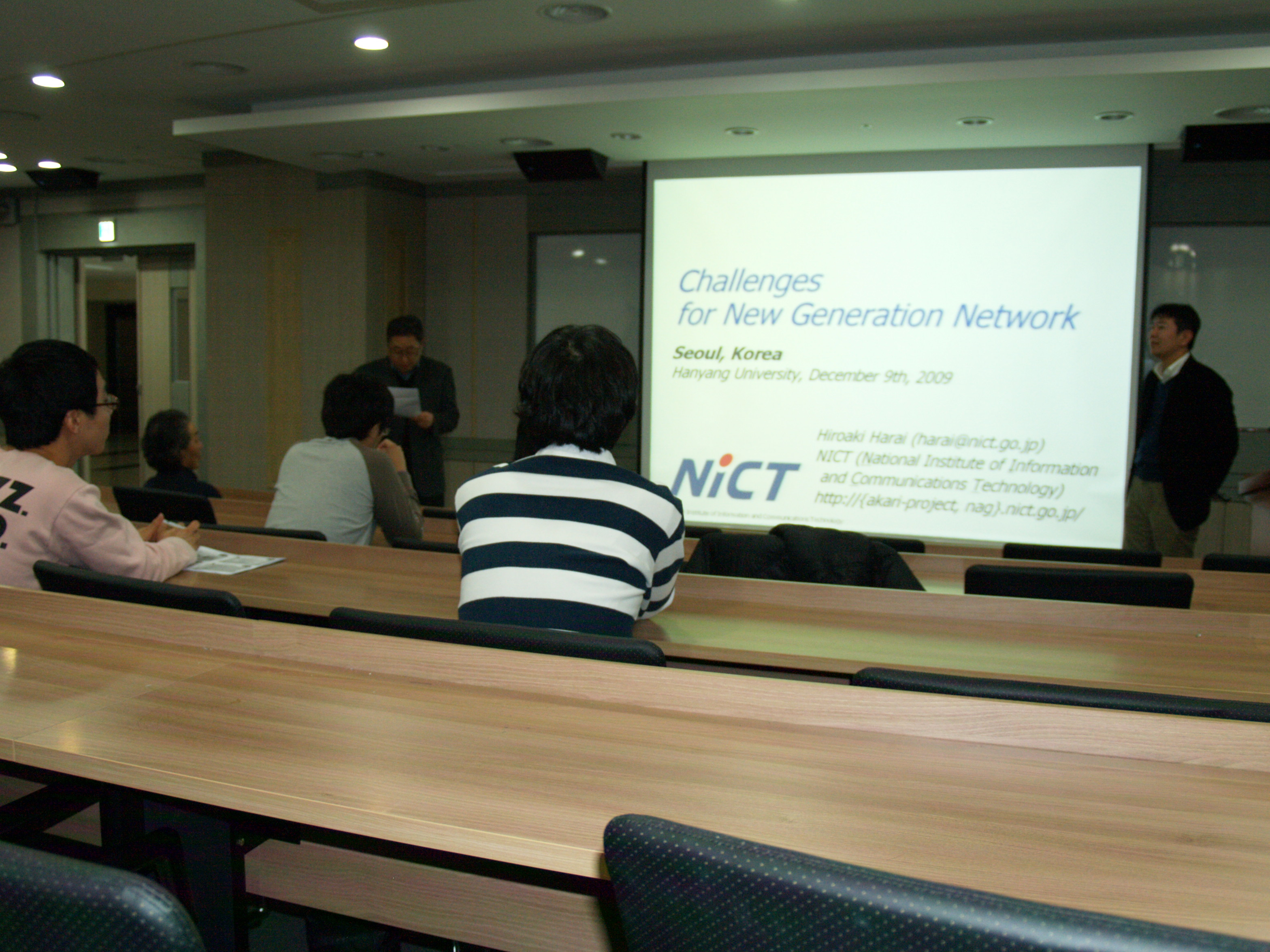
정보통신연구기구 (일본) 연구원의 퓨전테크놀로지센터 NGN 세미나

ITU-T에 따르면 정의는 다음과 같다.
차세대 통신망(NGN)은 통신 서비스를 포함한 서비스를 제공할 수 있는 패킷 기반의 네트워크이며, 여러 광대역, 서비스 품질 지원 전송 기술을 활용할 수 있으며, 서비스 관련 기능이 기본 전송 관련 기술과 독립적이다. 이는 사용자가 다양한 서비스 제공자에게 제한 없이 접근할 수 있도록 제공한다. 이는 사용자에게 일관되고 유비쿼터스한 서비스 제공을 가능하게 하는 일반화된 이동성을 지원한다.
실제적인 관점에서 NGN은 개별적으로 살펴봐야 할 세 가지 주요 아키텍처 변경을 포함한다.
- 코어 네트워크에서 NGN은 역사적으로 서로 다른 서비스를 위해 구축된 여러 (전용 또는 오버레이) 전송 네트워크를 하나의 핵심 전송 네트워크(종종 IP 및 이더넷 기반)로 통합하는 것을 의미한다. 이는 다른 것들 중에서도 음성을 PSTN과 같은 회선 교환 아키텍처에서 VoIP로 마이그레이션하는 것을 의미하며, X.25, 프레임 릴레이와 같은 레거시 서비스의 마이그레이션(고객을 IP VPN과 같은 새로운 서비스로 상업적으로 마이그레이션하거나, NGN에서 "레거시 서비스"를 에뮬레이션하여 기술적으로 이전하는 것)을 의미한다.
- 유선 액세스 네트워크에서 NGN은 로컬 교환기에서 레거시 음성과 xDSL 설정의 이중 시스템에서 DSLAM이 음성 포트 또는 VoIP를 통합하는 통합 설정으로 마이그레이션하여 교환기에서 음성 교환 인프라를 제거할 수 있도록 한다.[2]
- 케이블 액세스 네트워크에서 NGN 통합은 정속 비트율 음성을 VoIP 및 SIP 서비스를 제공하는 CableLabs PacketCable 표준으로 마이그레이션하는 것을 의미한다. 두 서비스 모두 케이블 데이터 계층 표준인 DOCSIS를 통해 제공된다.

NGN에서는 네트워크의 전송(연결) 부분과 해당 전송 위에서 실행되는 서비스 사이에 더 명확한 분리가 있다. 이는 공급자가 새로운 서비스를 활성화하려고 할 때 전송 계층을 고려하지 않고 서비스 계층에서 직접 정의할 수 있음을 의미한다. 즉, 서비스는 전송 세부 정보와 독립적이다. 음성을 포함한 애플리케이션은 점점 더 액세스 네트워크(네트워크 및 애플리케이션의 계층 분리)와 독립적이 되고 있으며 최종 사용자 장치(전화, PC, 셋톱박스)에 더 많이 상주할 것이다.

## 기반 기술 구성 요소
차세대 통신망은 인터넷 프로토콜(IP) 및 다중 프로토콜 레이블 스위칭(MPLS)을 포함한 인터넷 기술을 기반으로 한다. 애플리케이션 수준에서는 세션 개시 프로토콜(SIP)이 ITU-T H.323을 대체하는 추세이다.
초기에는 H.323이 가장 인기 있는 프로토콜이었지만, 네트워크 주소 변환(NAT) 및 방화벽 통과 능력이 원래 좋지 않았기 때문에 인기가 떨어졌다. 이러한 이유로 국내 VoIP 서비스가 개발되면서 SIP가 더 널리 채택되었다. 그러나 모든 것이 네트워크 운영자 또는 통신사의 통제하에 있는 음성 네트워크에서는 가장 큰 통신사 중 상당수가 핵심 백본에서 H.323을 선호하는 프로토콜로 사용한다. H.323에 도입된 최신 변경 사항으로 인해 H.323 장치가 NAT 및 방화벽 장치를 쉽고 일관되게 통과할 수 있게 되어, 이전에 이러한 장치가 사용을 방해했던 경우에 H.323이 다시 더 유리하게 검토될 가능성이 열렸다. 그럼에도 불구하고 대부분의 통신사들은 IP 멀티미디어 서브시스템(IMS)을 광범위하게 연구하고 지원하고 있으며, 이는 SIP가 가장 널리 채택되는 프로토콜이 될 수 있는 주요 기회를 제공한다.
음성 애플리케이션의 경우 NGN에서 가장 중요한 장치 중 하나는 소프트스위치이다. 이는 Voice over IP(VoIP) 호출을 제어하는 프로그래밍 가능한 장치이다. 이는 NGN 내에서 서로 다른 프로토콜의 올바른 통합을 가능하게 한다. 소프트스위치의 가장 중요한 기능은 시그널링 게이트웨이 및 미디어 게이트웨이를 통해 기존 전화 네트워크인 PSTN과의 인터페이스를 생성하는 것이다. 그러나 소프트스위치라는 용어는 장비 제조업체마다 다르게 정의될 수 있으며 기능이 다소 다를 수 있다.
게이트키퍼라는 용어는 때때로 NGN 문헌에 나타난다. 이것은 원래 VoIP 장치로, 게이트웨이를 사용하여 아날로그 또는 디지털 회선 교환 형태(PSTN, SS7)의 음성 및 데이터를 패킷 기반(IP)으로 변환했다. 하나 이상의 게이트웨이를 제어했다. 이러한 종류의 장치가 미디어 게이트웨이 컨트롤 프로토콜을 사용하기 시작하면서 이름이 미디어 게이트웨이 컨트롤러(MGC)로 변경되었다.
콜 에이전트는 호출을 제어하는 장치/시스템에 대한 일반적인 이름이다.
IP 멀티미디어 서브시스템(IMS)은 유럽 통신 표준 기구(ETSI) 및 3GPP에 의해 정의된 인터넷 미디어 서비스 기능을 위한 표준화된 NGN 아키텍처이다.

## 구현
영국에서는 BT (브리티시 텔레콤)이 21CN(21세기 네트워크, 때로는 C21N으로 잘못 인용됨) –이라는 또 다른 인기 있는 약어를 도입했다. 이는 NGN에 대한 또 다른 포괄적인 용어로, BT가 2006-2008년 기간 동안 NGN 스위치 및 네트워크를 배포하고 운영하려는 이니셔티브를 의미한다(목표는 2008년까지 BT 네트워크에 모든 IP 스위치만 보유하는 것이었다). 그러나 이 개념은 현재 세대 장비를 유지하는 쪽으로 포기되었다.
영국에서 NGN을 처음 출시한 회사는 THUS plc로, 1999년에 배포를 시작했다. THUS의 NGN은 영국 전역에 걸쳐 190개 이상의 접속 지점을 가진 10,600km의 광섬유 케이블을 포함한다. 핵심 광 네트워크는 고밀도 파장 분할 다중화(DWDM) 기술을 사용하여 성장 수요에 맞춰 초당 수백 기가비트의 대역폭으로 확장성을 제공한다. 이 위에 THUS 백본 네트워크는 MPLS 기술을 사용하여 가능한 최고의 성능을 제공한다. IP/MPLS 기반 서비스는 음성, 비디오 및 데이터 트래픽을 통합 인프라를 통해 전송하여 조직이 인프라 비용을 절감하고 유연성과 기능을 추가할 수 있도록 한다. 트래픽은 서비스 클래스로 우선순위를 지정할 수 있으며, 서비스 품질 성능 보장을 뒷받침하는 서비스 수준 협약(SLA)과 결합된다. THUS NGN은 7가지 서비스 클래스를 수용하며, 그 중 4개는 현재 MPLS IP VPN에서 제공된다.
네덜란드에서 KPN은 올 IP(all-IP)라는 네트워크 변환 프로그램에서 NGN을 개발하고 있다. 차세대 통신망은 메시징 도메인으로도 확장되며, 아일랜드에서 Openmind Networks는 모든 IP 네트워크의 요구 사항을 처리하기 위해 Traffic Control을 설계, 구축 및 배포했다.
불가리아에서는 BTC (불가리아 통신 회사)가 2004년 대규모 프로젝트에서 NGN을 통신 서비스의 기반 네트워크로 구현했다. 새로운 핵심 네트워크 접근 방식의 고유한 유연성과 확장성으로 인해 POTS/ISDN, 센트렉스, ADSL, VPN과 같은 기존 서비스 배포가 전례 없이 증가했으며, 메트로 및 장거리 이더넷/VPN 서비스, 국가 간 트랜짓 및 웹 TV/IPTV 애플리케이션을 위한 더 높은 대역폭 구현이 이루어졌다.
2014년 2월, 도이체 텔레콤은 자회사 마케돈스키 텔레콤이 PSTN 인프라를 전체 IP 네트워크로 전환한 최초의 유럽 기존 사업자가 되었다고 밝혔다. 29만 개의 유선 회선 전체를 새 플랫폼으로 마이그레이션하는 데 2년 남짓 걸렸다. 1400만 유로 상당의 자본 투자는 마케도니아를 네트워크가 완전히 인터넷 프로토콜을 기반으로 하는 동남 유럽 최초의 국가로 만들었다.
캐나다에서는 Globalive가 소유한 스타트업 윈드 모바일(Wind Mobile)이 휴대폰 서비스를 위한 올 IP 무선 백본을 배포하고 있다.
2005년 중반, 차이나텔레콤은 인터넷 프로토콜 차세대 네트워크(IP NGN) 아키텍처를 사용하여 차이나텔레콤의 차세대 캐리어 네트워크(CN2)를 상업적으로 출시한다고 발표했다. IPv6 지원 백본 네트워크는 소프트스위치(제어 계층)와 DiffServ 및 MPLS와 같은 프로토콜을 활용하여 베어러 계층의 성능을 향상시킨다. MPLS 최적화 아키텍처는 또한 프레임 릴레이 및 ATM 트래픽을 레이어 2 VPN을 통해 전송할 수 있도록 하여 단일 IP/MPLS 네트워크를 통해 레거시 트래픽과 새로운 IP 서비스를 모두 지원한다.

## 같이 보기
- 5세대 이동 통신, 2023년 현재 가장 일반적인 NGN 구현
- 컴퓨터 망
- Fixed-Mobile Convergence Alliance (FMCA)
- Flat IP
- 모바일 음성 인터넷 프로토콜
- IP 멀티미디어 서브시스템 (IMS)
- 나노스케일 네트워크
- 네트워크 컨버전스
- 차세대 통신망 서비스
- 전기 통신 장비